# Патисон
Патисо́н (Cucurbita pepo) — рослина родини гарбузових. Городня культура, яка вирощується в ряді країн, у тому числі й в Україні. На смак патисони схожі на кабачки, але мають щільніший м'якуш. Зазвичай патисони маринують. Як і у випадку з огірками, найкращими вважаються невеликі плоди 3-4 сантиметри в діаметрі.
Назва цього овочу походить від фр. pâtisson, утвореного від pâté («круглий пиріг») — за схожість плода з пирогом.

## Технологія вирощування

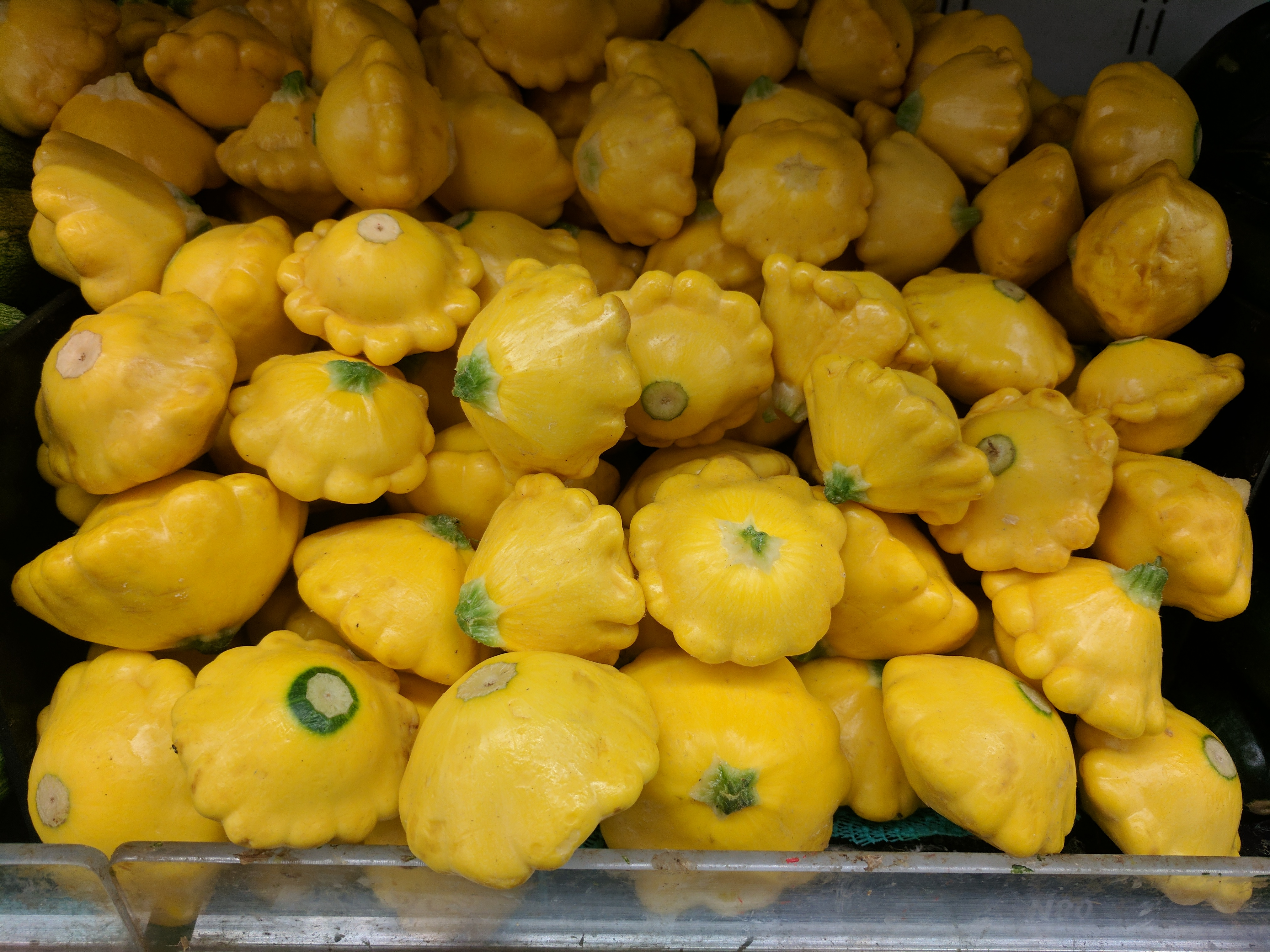
патисон

Патисон є тепло- та вологолюбною культурою, яка не витримує заморозків. Ідеальні температури 26—28 °C.
Патисон вирощують розсадним (краще) і безрозсадним способами. Висівати насіння починають при нагріванні верхнього шару ґрунту (на глибину сівби) до 12-16°С, зазвичай в першій половині травня. Насіння занурюють у ґрунт на глибину 4-6 сантиметрів. При рядковій сівбі рослини у фазі 2-3 справжніх листків проріджують.
Ширина міжрядь 90-140 сантиметрів, а між рослинами в одному ряду близько 70 сантиметрів. Відповідно густота 10,2-15,8 тисяч рослин на гектар. Особливістю є те, що коренева система рослин розміщується у ґрунті неглибоко, тому міжряддя треба розпушувати на глибину до 6 см. Якщо на рослинах повільно утворюються жіночі квітки, центральний пагін прищипують.
На полях, засмічених бур'янами, використовують такі гербіциди: гліфоген, набу, поаст, раундап. До утворення огудини 2-3 рази розпушують міжряддя. Подальший догляд за рослинами полягає у підтримуванні посівів у чистому від бур'янів стані та боротьбі з хворобами і шкідниками. Для одержання високого врожаю залежно від погодних умов площі з патисонами поливають 5-7 разів. При частіших поливах знижується вміст сухої речовини і цукру та погіршуються смакові якості плодів. На початку цвітіння на площу потрібно вивозити вулики з розрахунку 2-3 бджолосім'ї на гектар, це сприяє підвищенню врожайності на 20-25 %.
2-7-денні плоди збирають кожні 2-3 дні (або 2 рази на тиждень). Перерослі плоди мають грубу консистенцію і непридатні для використання. Під час збирання врожаю плоди зрізують гострим ножем з плодоніжками.

## Галерея

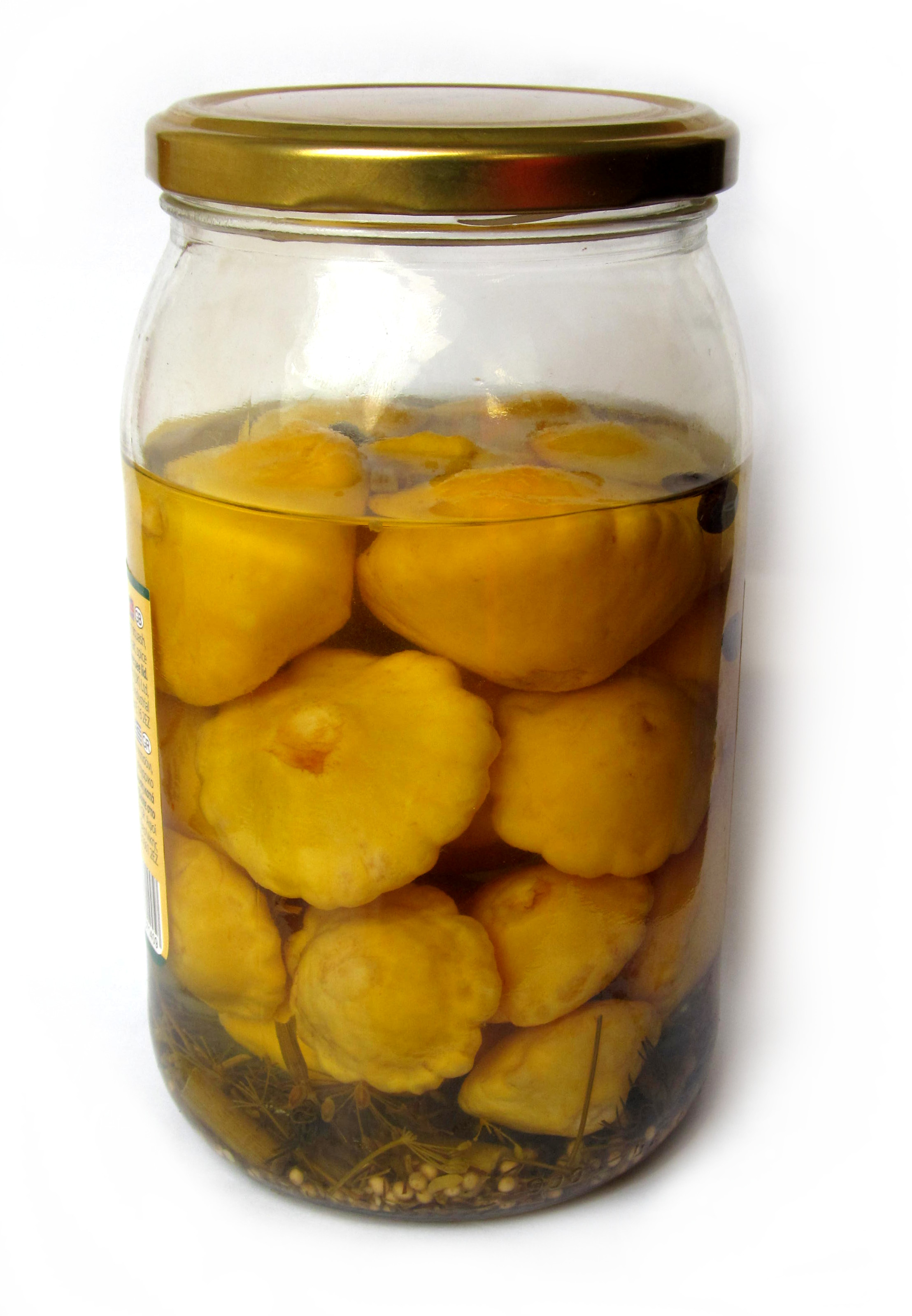
Консервовані патисони
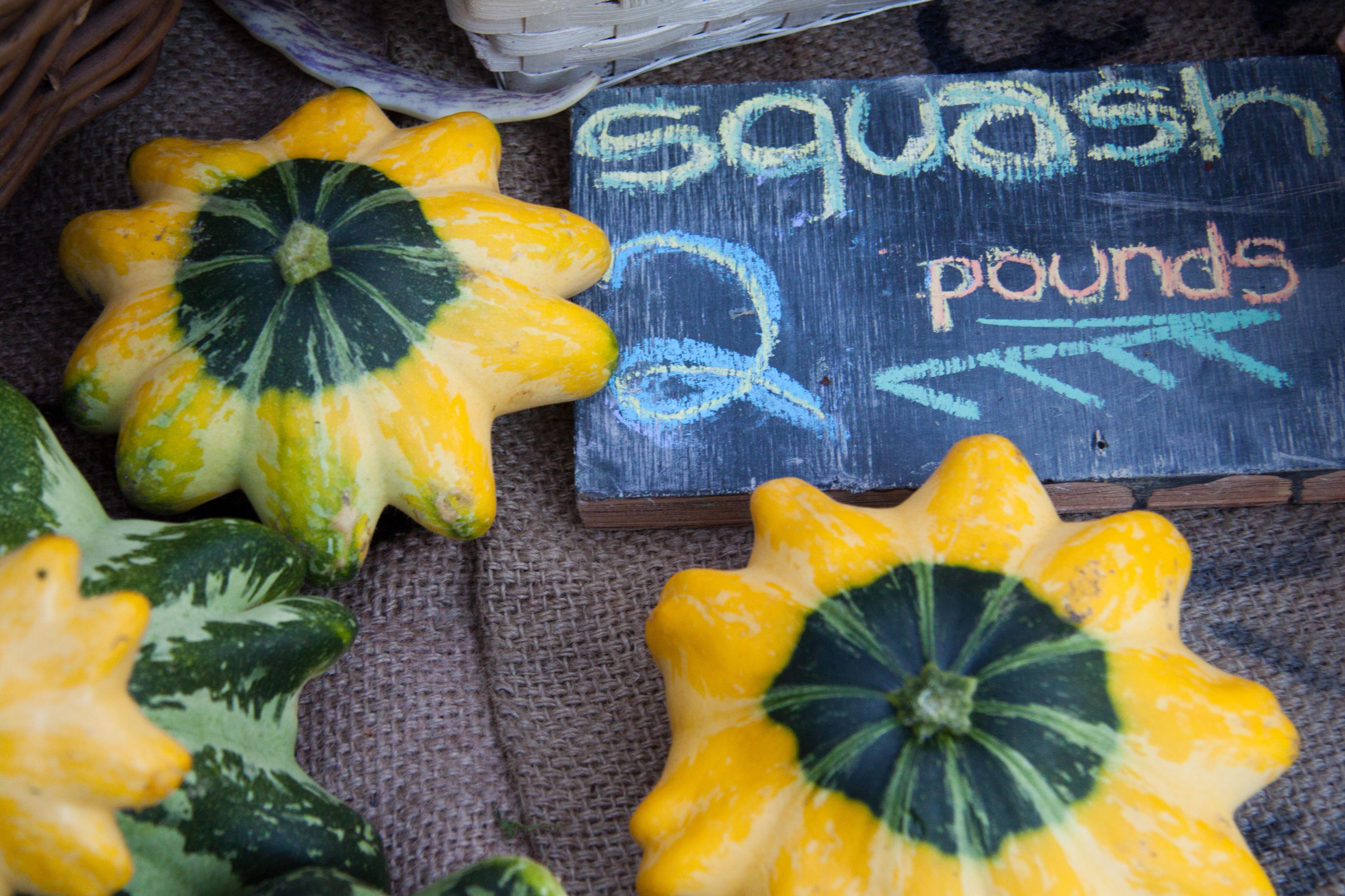
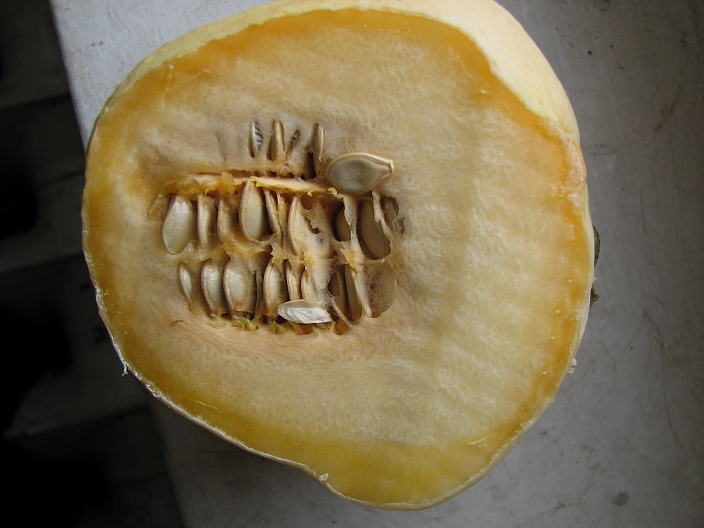
В розрізі
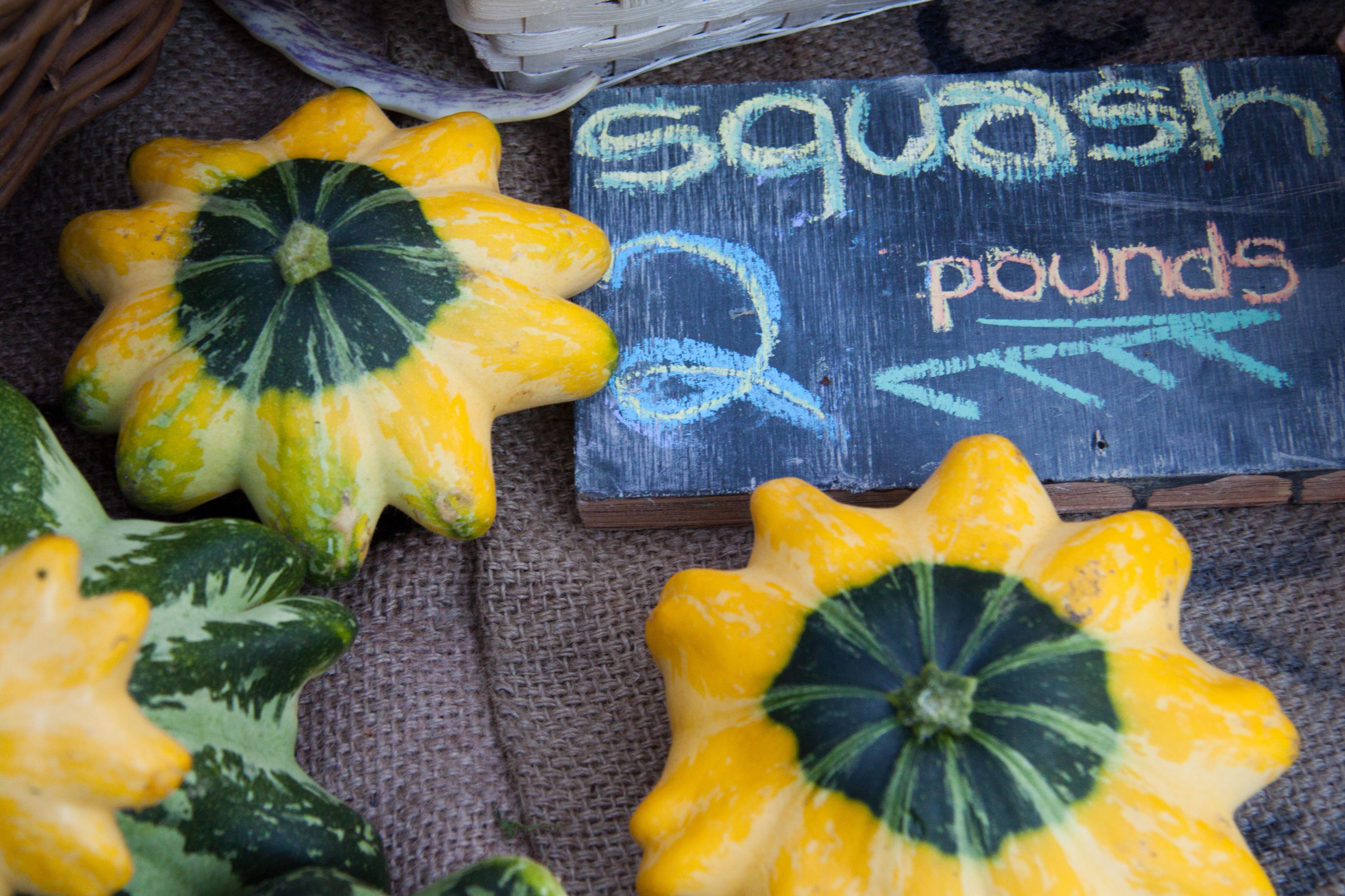
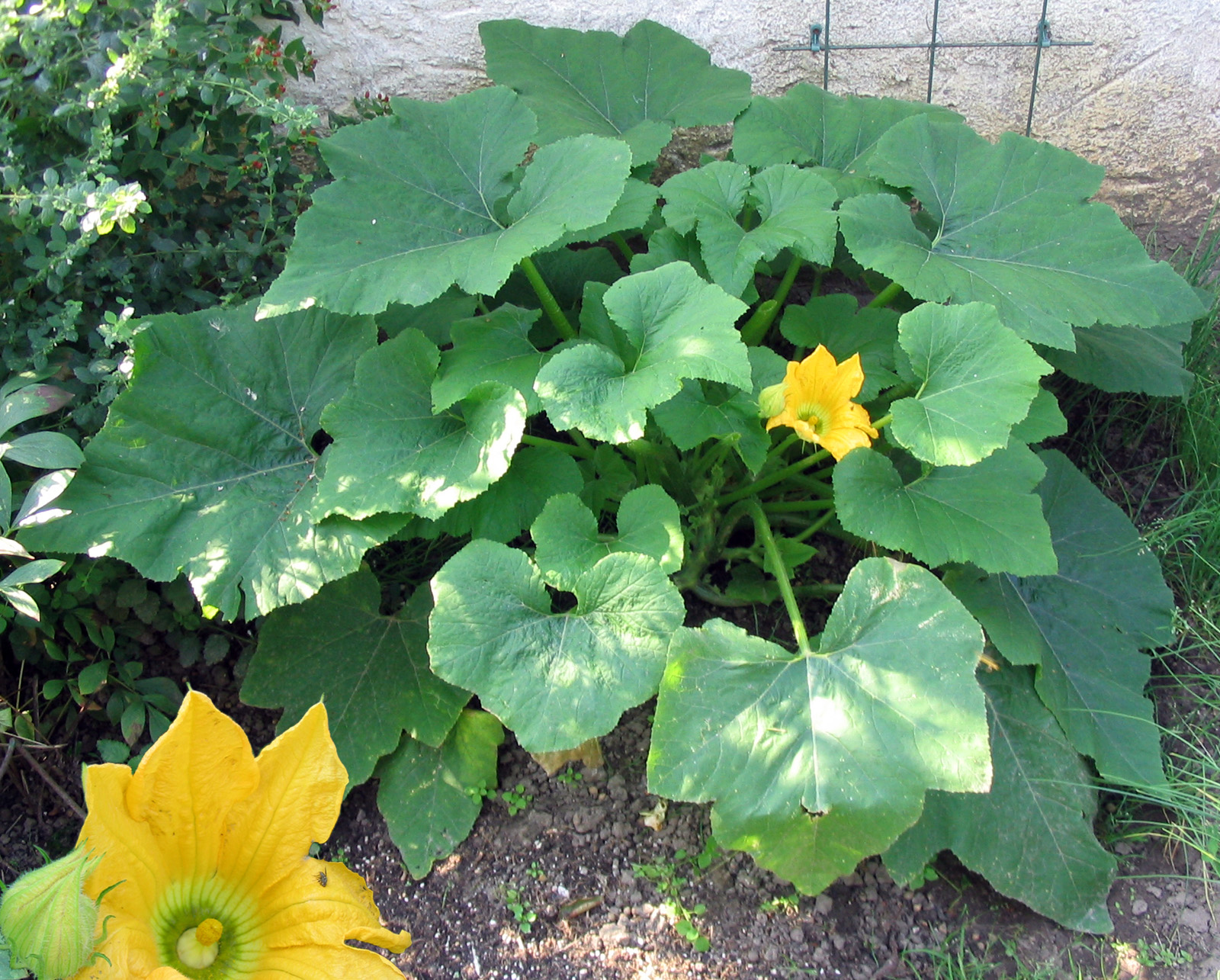
Квіти
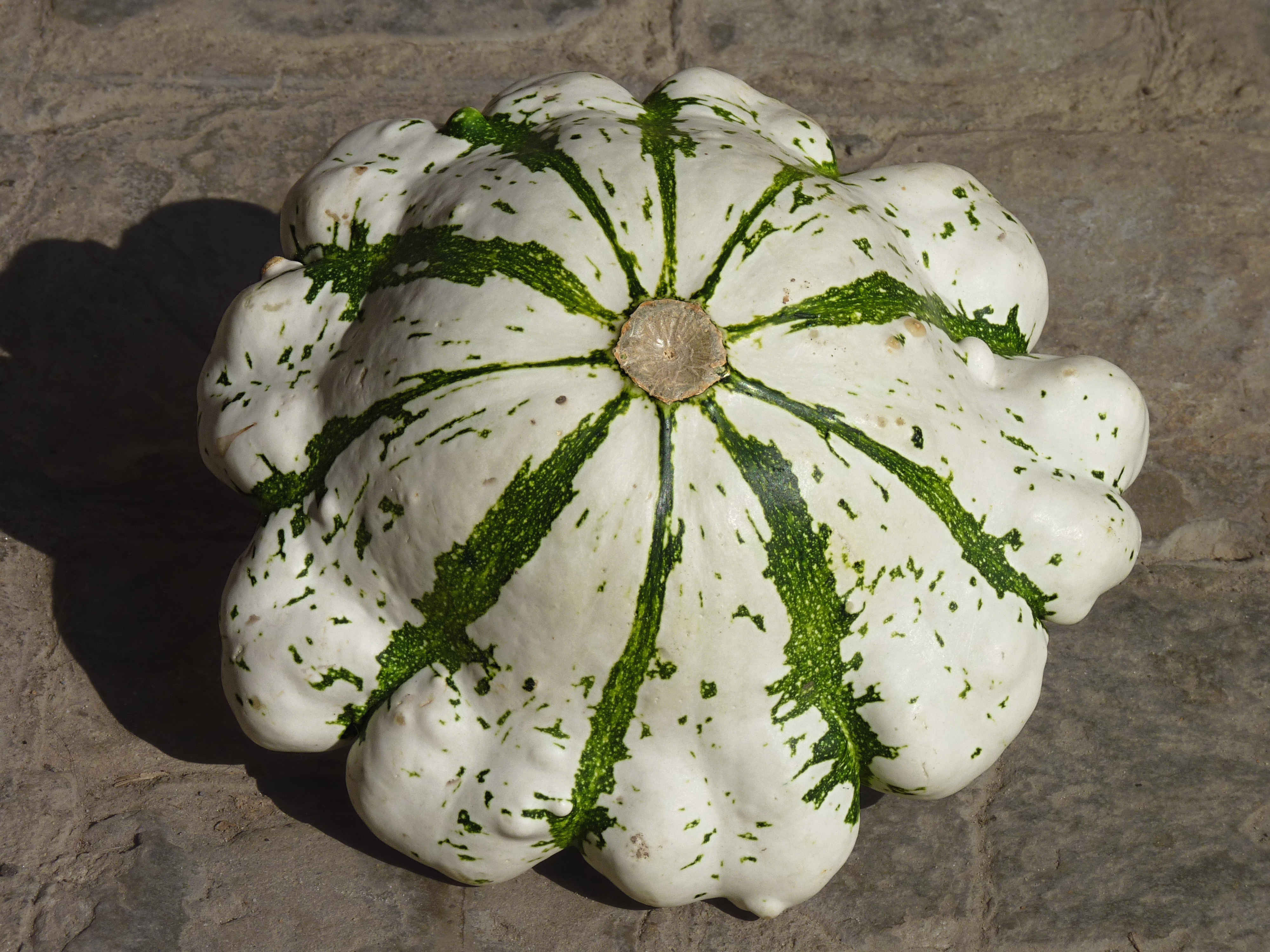
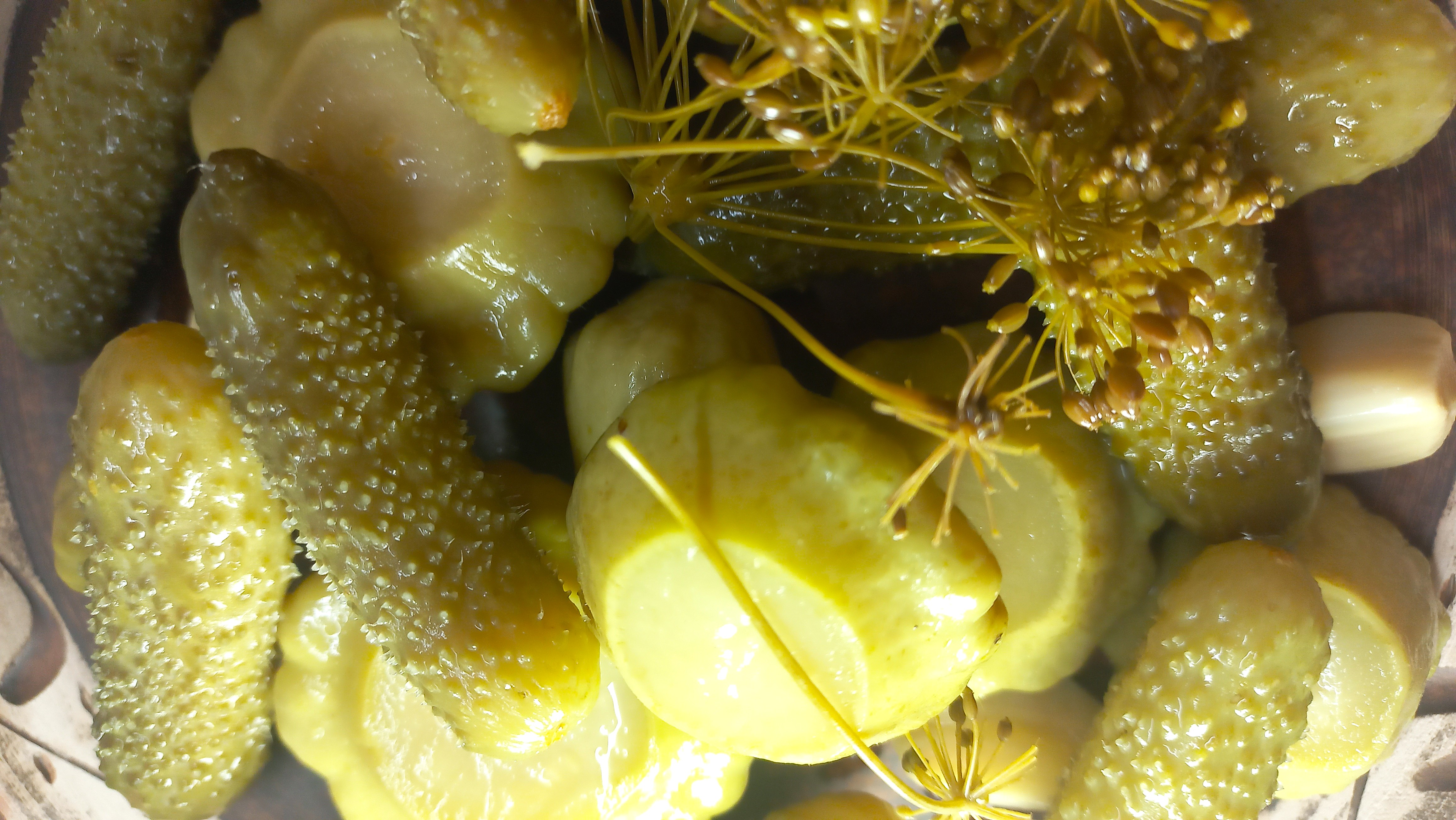
Мариновані патисони з корнішонами